# The Brimstone Sluggers
The Brimstone Sluggers — третий студийный альбом американской группы Crazy Town, выпущен 28 августа 2015 года в США компанией Membran Records, после тринадцатилетнего перерыва, вызванного временным роспуском группы в 2003 году. Crazy Town выпустили три сингла, но ни один из них не достиг вершин мировых хит-парадов.

## Список композиций
Слова и музыка всех песен — Шифти Шеллшока и Эпика Мазура.
| №                   | Название                                            | Длительность |
| ------------------- | --------------------------------------------------- | ------------ |
| 1.                  | «Come Inside»                                       | 3:18         |
| 2.                  | «Light the Way»                                     | 3:46         |
| 3.                  | «Born to Raise Hell» (featuring J. Angel and DJ AM) | 3:32         |
| 4.                  | «Ashes» (featuring Tom Dumont)                      | 3:40         |
| 5.                  | «Megatron» (featuring Boondock)                     | 3:42         |
| 6.                  | «Backpack» (featuring Bishop Lamont & Fann)         | 4:15         |
| 7.                  | «A Little More Time» (featuring Koko Laroo)         | 3:40         |
| 8.                  | «The Keys» (featuring Madchild)                     | 3:36         |
| 9.                  | «Lemonface»                                         | 3:49         |
| 10.                 | «Baby You Don't Know» (featuring Fann)              | 3:10         |
| 11.                 | «My Place»                                          | 3:08         |
| 12.                 | «West Coast»                                        | 3:41         |
| 13.                 | «Megatron (Alternate Version)» (featuring Boondock) | 3:46         |
| 14.                 | «Hit That Switch» (Deluxe edition bonus track)      | 3:47         |
| 15.                 | «Ain't No Stopping Us» (Deluxe edition bonus track) | 3:41         |
| Общая длительность: | Общая длительность:                                 | 47:07        |